# SN 2007fd
SN 2007fd – supernowa typu Ia odkryta 30 czerwca 2007 roku w galaktyce A141619+3613. W momencie odkrycia miała maksymalną jasność 19,50m.